# Pauline Betz
Pauline May Betz Addie, ameriška tenisačica, * 6. avgust 1919, Dayton, Ohio, ZDA, † 31. maj 2011, Potomac, Maryland, ZDA.
Pauline Betz je v posamični konkurenci štirikrat osvojila Nacionalno prvenstvo ZDA, v letih 1942, 1943, 1944 in 1946, še dvakrat je zaigrala v finalu, leta 1946 je osvojila Prvenstvo Anglije, na turnirjih za Amatersko prvenstvo Francije pa se je uvrstila v finale leta 1946. V konkurenci ženskih dvojic se je štirikrat uvrstila v finale turnirja za Nacionalno prvenstvo ZDA ter po enkrat Prvenstvo Anglije in Amatersko prvenstvo Francije, v konkurenci mešanih dvojic pa je osvojila Amatersko prvenstvo Francije leta 1946, se dvakrat uvrstila v finale turnirja za Nacionalno prvenstvo ZDA in enkrat Prvenstvo Anglije. Leta 1965 je bila sprejeta v Mednarodni teniški hram slavnih.

## Finali Grand Slamov

### Posamično (8)

#### Zmage (5)
| Leto | Turnir                       | Nasprotnica v finalu    | Rezultat finala |
| 1942 | Nacionalno prvenstvo ZDA     | Louise Brough Clapp     | 4–6, 6–1, 6–4   |
| 1943 | Nacionalno prvenstvo ZDA (2) | Louise Brough Clapp     | 6–3, 5–7, 6–3   |
| 1944 | Nacionalno prvenstvo ZDA (3) | Margaret Osborne duPont | 6–3, 8–6        |
| 1946 | Prvenstvo Anglije            | Louise Brough Clapp     | 6–2, 6–4        |
| 1946 | Nacionalno prvenstvo ZDA (4) | Doris Hart              | 11–9, 6–3       |

#### Porazi (3)
| Leto | Turnir                       | Nasprotnica v finalu    | Rezultat finala |
| 1941 | Nacionalno prvenstvo ZDA     | Sarah Palfrey Cooke     | 7–5, 6–2        |
| 1945 | Nacionalno prvenstvo ZDA (2) | Sarah Palfrey Cooke     | 3–6, 8–6, 6–4   |
| 1946 | Amatersko prvenstvo Francije | Margaret Osborne duPont | 1–6, 8–6, 7–5   |